# Chartèves
Chartèves è un comune francese di 385 abitanti situato nel dipartimento dell'Aisne della regione dell'Alta Francia. Il territorio comunale è attraversato dalla Marna.

## Società

### Evoluzione demografica
Abitanti censiti